# Carlo Casini
Carlo Casini   (Florència, 4 de març de 1935 - Roma, 23 de març de 2020) va ser un polític italià. Va ser diputat al Parlament Europeu (eurodiputat) des del 8 de maig del 2006 fins al 30 de juny del 2014, va ocupar un lloc que va quedar vacant després de les eleccions generals italianes del 2006. Va representar la Unió dels Demòcrates Cristians i de Centre dins del grup parlamentari de l'EPP. També va ser eurodiputat de 1984 a 1999.